# Köcsögfa

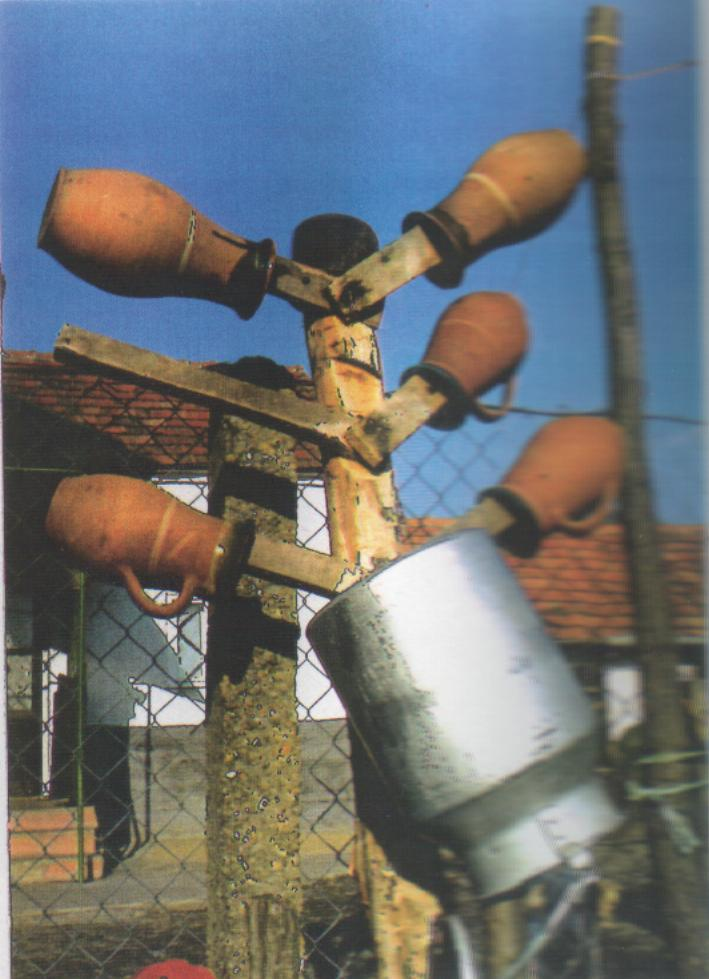
Köcsögfa Rábapatonáról

A köcsögfa (vagy köcsökfa) a magyar népi hagyományok szerint a ház udvarán felállított többágú fa, amelyen a köcsögöket szárították.
A 21. század elején ismét divatba jött köcsögfák állítása, csupán dísznek, immár az eredeti funkciók nélkül.

## Története
A  köcsögfák főleg olyan módosabb udvarokban terjedtek el, ahol a tejgazdaság számos köcsög használatát igényelte. (Szegényebb háztartásokban nem is voltak szokásban.) Egyes köcsögök útban voltak, ezért ezeket kitelepítették a kerítéslécekre, a tornácba vert cövekekre, vagy az udvarba ágasfákra száradni. Mivel néhol a köcsögöknek nem is volt fülük, ezeket nem akasztották fel, hanem szájukkal lefelé, a rézsútos cövekekbe dugdosva tárolták.